# Touffreville-sur-Eu
Touffreville-sur-Eu és un municipi francès situat al departament del Sena Marítim i a la regió de Normandia. L'any 2007 tenia 210 habitants.

## Demografia

### Població
El 2007 la població de fet de Touffreville-sur-Eu era de 210 persones. Hi havia 78 famílies de les quals 16 eren unipersonals (8 homes vivint sols i 8 dones vivint soles), 27 parelles sense fills i 35 parelles amb fills.
La població ha evolucionat segons el següent gràfic:
Habitants censats

### Habitatges
El 2007 hi havia 103 habitatges, 83 eren l'habitatge principal de la família, 18 eren segones residències i 2 estaven desocupats. Tots els 100 habitatges eren cases. Dels 83 habitatges principals, 67 estaven ocupats pels seus propietaris, 13 estaven llogats i ocupats pels llogaters i 3 estaven cedits a títol gratuït; 3 tenien dues cambres, 15 en tenien tres, 24 en tenien quatre i 41 en tenien cinc o més. 67 habitatges disposaven pel capbaix d'una plaça de pàrquing. A 29 habitatges hi havia un automòbil i a 50 n'hi havia dos o més.

### Piràmide de població
La piràmide de població per edats i sexe el 2009 era:
| Homes | Edats   | Dones |
| ----- | ------- | ----- |
| 0     | 95 o +  | 0     |
| 0     | 90 a 94 | 0     |
| 0     | 85 a 89 | 4     |
| 4     | 80 a 84 | 0     |
| 4     | 75 a 79 | 8     |
| 4     | 70 a 74 | 8     |
| 0     | 65 a 69 | 0     |
| 8     | 60 a 64 | 4     |
| 4     | 55 a 59 | 0     |
| 8     | 50 a 54 | 12    |
| 12    | 45 a 49 | 12    |
| 8     | 40 a 44 | 16    |
| 0     | 35 a 39 | 4     |
| 12    | 30 a 34 | 8     |
| 0     | 25 a 29 | 0     |
| 8     | 20 a 24 | 4     |
| 16    | 15 a 19 | 8     |
| 12    | 10 a 14 | 4     |
| 4     | 5 a 9   | 12    |
| 4     | 0 a 4   | 0     |

## Economia
El 2007 la població en edat de treballar era de 143 persones, 111 eren actives i 32 eren inactives. De les 111 persones actives 105 estaven ocupades (62 homes i 43 dones) i 7 estaven aturades (4 homes i 3 dones). De les 32 persones inactives 9 estaven jubilades, 9 estaven estudiant i 14 estaven classificades com a «altres inactius».

### Ingressos
El 2009 a Touffreville-sur-Eu hi havia 84 unitats fiscals que integraven 201 persones, la mediana anual d'ingressos fiscals per persona era de 19.128 €.

### Activitats econòmiques
Dels 4 establiments que hi havia el 2007, 1 era d'una empresa extractiva, 1 d'una empresa de comerç i reparació d'automòbils i 2 d'empreses de serveis.
L'únic servei als particulars que hi havia el 2009 era un guixaire pintor.
L'any 2000 a Touffreville-sur-Eu hi havia 7 explotacions agrícoles que ocupaven un total de 560 hectàrees.

## Equipaments sanitaris i escolars
El 2009 hi havia una escola elemental integrada dins d'un grup escolar amb les comunes properes formant una escola dispersa.

## Poblacions més properes
El següent diagrama mostra les poblacions més properes.